# Вернер Цапф
Вернер Цапф (нім. Werner Zapf; 23 липня 1915, Шварценбрунн — 3 травня 1945, Бліфенсторф) — німецький офіцер-підводник, оберлейтенант-цур-зее крігсмаріне.

## Біографія
В січні 1936 року вступив на флот. З вересня 1943 року — вахтовий офіцер в 11-й флотилії, з лютого 1944 року — на підводному човні U-965. У вересні-грудні 1944 року пройшов курс командира човна. З 2 грудня 1944 по 27 березня 1945 року — командир U-61. З березня служив в морській протитанковій бригаді 3-ї навчальної дивізії підводних човнів. Загинув у бою.

## Звання
- Оберфункмат (1 жовтня 1941)
- Фенріх-цур-зее (1 травня 1942)
- Оберфенріх-цур-зее (1 травня 1943)
- Лейтенант-цур-зее (1 листопада 1943)
- Оберлейтенант-цур-зее (1 квітня 1945)

## Нагороди
- Залізний хрест
  - 2-го класу (15 вересня 1940)
  - 1-го класу (23 серпня 1941)
- Нагрудний знак допоміжного крейсера (23 серпня 1941)
- Нагрудний знак підводника (13 січня 1943)
- Фронтова планка підводника в бронзі (1 листопада 1944)